# CubeSat for Solar Particles

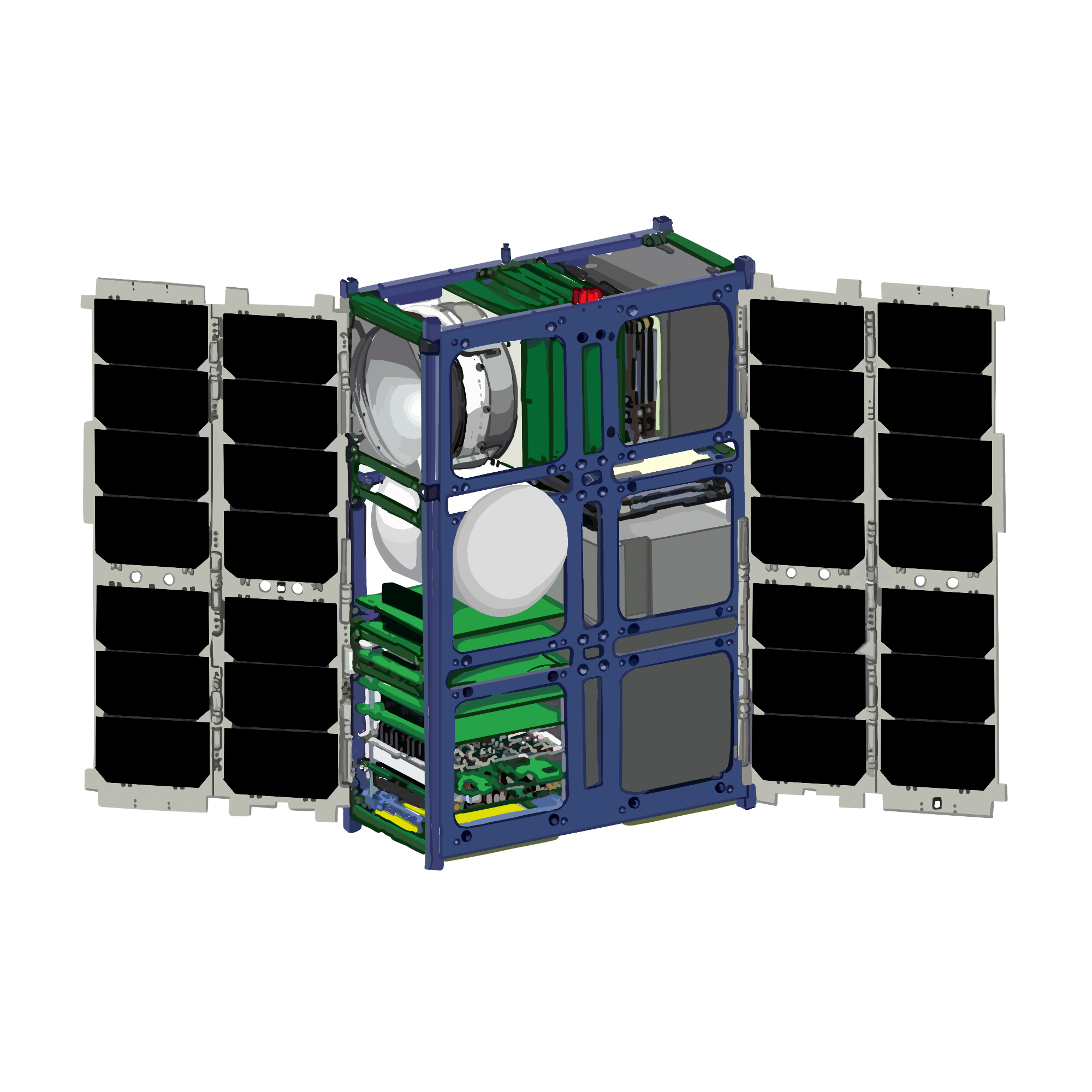
CubeSat for SolarParticles.(CuSP)

CubeSat for Solar Particles (CuSP) es una misión de bajo precio proyectada por la NASA, para desarrollar un satélite tipo CubeSat, cuyo objetivo será estudiar las partículas dinámicas y los campos magnéticos que fluyen del Sol.
Una vez desplegada la sonda, orbitará el Sol, midiendo la radiación que puede crear una amplia variedad de efectos en la Tierra, interfiriendo con las comunicaciones de radio, los satélites y demás influencias en redes eléctricas. El investigador principal es Mihir Desai, en el Instituto de Investigación del Suroeste en San Antonio, Texas. En principio se transportará como carga secundaria en el primer vuelo de la misión Exploration Mission 1 a una órbita heliocéntrica, que tiene programado su lanzamiento en 2019.

## Objetivo
Para crear una red de estaciones meteorológicas espaciales se necesitarían muchos instrumentos distribuidos por el espacio a millones de kilómetros de distancia, siendo el presupuesto para dicho sistema prohibitivo. Aunque los CubeSats solo pueden llevar algunos instrumentos, su lanzamiento es relativamente económico debido a su pequeña masa y diseño estandarizado. Entonces, CuSP también sirve como prueba para crear una red de estaciones científicas espaciales.

## Carga útil
Este CubeSat llevará tres instrumentos científicos:
1. El Suprathermal Ion Spectrograph (SIS), construido por el Instituto de Investigación del Suroeste para detectar y caracterizar partículas energéticas solares de baja energía.
2. Miniaturized Electron and Proton Telescope (MERiT), controlará las partículas energéticas solares de alta energía.
3. Vector Helium Magnetometer (VHM), está siendo construido por el Laboratorio de Propulsión a Chorro de la NASA, medirá la fuerza y dirección de los campos magnéticos.

Propulsión
El satélite cuenta para propulsarse con un sistema de gas frío, control de actitud (orientación) y maniobras orbitales.